# بورخا والرو
بورخا والرو ایگلسیاس (اسپانیایی: Borja Valero Iglesias‎؛ زادهٔ ۱۲ ژانویه ۱۹۸۵) بازیکن فوتبال پیشین اهل اسپانیا است.
از باشگاه‌هایی که در آن بازی کرده‌است می‌توان به رئال مادرید، مایورکا، وست برومویچ آلبیون، ویارئال، فیورنتینا و اینتر میلان اشاره کرد.
وی همچنین در تیم ملی فوتبال اسپانیا بازی کرده‌است.

## افتخارات
فیورنتینا
- جام حذفی فوتبال ایتالیا نایب قهرمان: ۱۴–۲۰۱۳

اینتر میلان
- لیگ اروپا نایب قهرمان: ۲۰–۲۰۱۹[۱]

فردی
- جایزه دون بالون: ۲۰۱۰[۲]
- تیم سال سری آ: ۱۳–۲۰۱۲[۳]
- ترکیب منتخب لیگ اروپا: ۱۴–۲۰۱۳، ۱۵–۲۰۱۴[۴]